# سرآغاز بنیاد
سرآغازِ بنیادِ کهکشانی کتابی علمی-تخیلی نوشتهٔ آیزاک آسیموف است.

## خطِ زمانی
این کتاب، ششمین کتابِ مجموعه بنیاد از نظرِ زمانِ چاپ و از نظرِ خطِ زمانی، نخستین کتاب و سرآغازِ داستان به‌شمار می‌آید. سرآغازِ بنیادِ کهکشانی به سال ۱۹۸۸ توسط دابل دی منتشر شده‌است.

## داستان
در ابتدا پایتخت امپراطوری رو به زوال ترانتور است. دنیایی که سطح آن تماماً پوشیده از فلز بوده و توسط انسان‌ها به تمامی اشغال شده‌است. دانشمند ریاضی‌دانی به نام هری سلدون، دانشی جدید را توسعه می‌دهد که بر اساس آن می‌توان رفتار گروهإهای عظیم اجتماعات بشری را به صورت آماری پیش‌بینی کرد. روباتی به نام آر دانیل اولیوا در این زمان در قالب صدراعظم امپراطوری کهکشانی، برای محافظت از نسل بشر فعالیت می‌کند. وی بر این عقیده‌است که امپراطوری در شرف انقراض است و اگر این اتفاق رخ دهد، سالیان سال تباهی در انتظار بشر خواهد بود و بنابراین با گماشتن یک روبات مؤنث دیگر به همراهی و محافظت از سلدون، هری را ترغیب می‌کند تا دانش نوین خود را توسعه داده و با استفاده از آن راهی بیابد که این زمان تباهی و نابودی به حداقل زمان ممکن (۱۰۰۰ سال) کاهش یابد.

## برگردان فارسی
این کتاب توسط چاپ و نشر بنیاد به طبع رسیده‌است.